# Bastille (metrostation)
Bastille er en station på metronettet i Paris og betjener metrolinjerne 1 5 og 8. Den ligger på grænsen mellem 4., 11. og 12. arrondissement.
I 2004 havde den en niendeplads efter antal passagerer blandt stationerne på metronettet, med et antal på 13,04 millioner.

## Stationen
På linje 5's perron i retning af Bobigny ses grundsten til kontreskarpe-murene i det gamle fængsel Bastillen. De blev opdaget under anlæggelsen i 1905 og brune linjer trukket på jorden markerer deres konturer. På stationen vises desuden forskellige billeder af den gamle fæstning.

## Adgang
Der er adgang til stationen fra:
- Boulevard Henri IV
- Boulevard Bourdon
- Rue de Lyon
- Boulevard de la Bastille
- Jardin du Bassin de l'Arsenal
- Hôpital des Quinze-Vingts
- Rue de la Roquette
- Rue du Faubourg Saint-Antoine

## Trafikforbindelser
- RATP

## Omgivelser
- Opéra Bastille, bygget på stedet, hvor den gamle Gare de la Bastille engang lå.[2]
- Place de la Bastille
- Bassin de l'Arsenal
- Promenade plantée
- Colonne de Juillet

## Galleri
- Historisk fresko på metrolinje 1.
- Metalkonstruktionen, som bærer perronen til linje 1 og som ligger over Canal Saint Martin
- Stationen til linje 1 (her i 1903) er anlagt i udkanten af Canal Saint-Martin, hvor denne munder ud i Bassin de l'Arsenal
Togsættet trækkes af en motorvogn af anden generation, leveret fra 1901, kaldet Dobbelt Thomson-motorvogn med parallelle aksler. I baggrunden ses taget af den tidligere Gare de la Bastille.
- Et togsæt af typen MP 89 holder på Bastille-stationen for linje 1 i 2006.